# رورجون الثاني كونت مين
رورجون الثاني (ق. 800 - ق. 865) كان كونت مين 849-865.
كان الابن البكر لرورجون الأول. ككونت، خلف غوزبرت (شقيق رورجون الأول)، وخلفه أخوه، غوزفريد.